# Instituto Luiz Gama

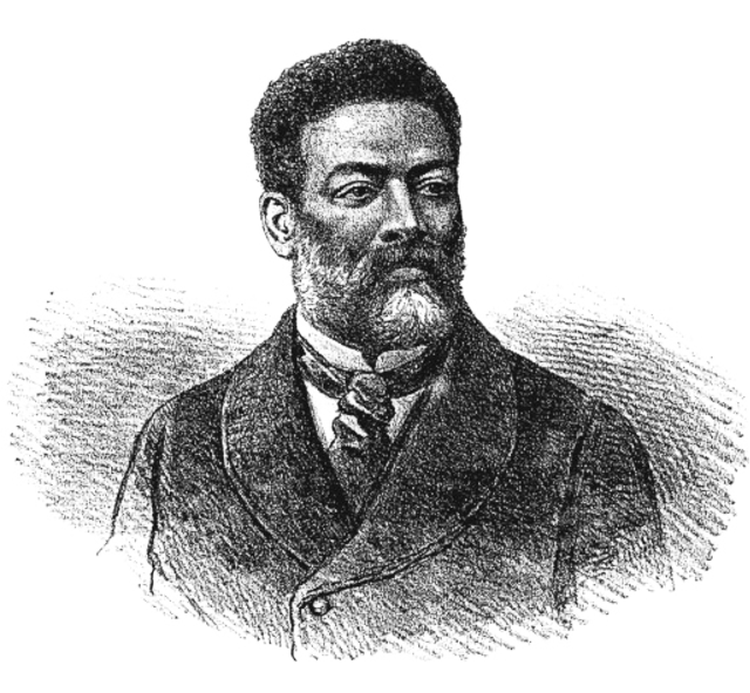
Luiz Gama, cujo nome é lembrado pelo ILG.(desenho de Agostini)

O Instituto Luiz Gama é uma organização não-governamental brasileira, com sede em São Paulo, que tem por objetivo lutar contra o preconceito, e defesa dos direitos e garantias fundamentais dos negros e das minorias no país. Seu nome homenageia o advogado e abolicionista Luiz Gonzaga Pinto da Gama, cuja memória e atuação também visa preservar.
Um exemplo desta atuação está no reconhecimento pela Ordem dos Advogados do Brasil do título póstumo de "advogado" concedido a Gama no aniversário de 133 anos de seu falecimento, em 3 de novembro de 2015, por instância da entidade. Outra atuação é o apoio emprestado à realização de filme biográfico sobre ele, "Prisioneiro da Liberdade".

## Atuação política e social
Em agosto de 2013 a entidade integrou o conjunto de entidades que representou contra o comando da Polícia Militar do Estado de São Paulo pela forma como esta efetuou prisões de manifestantes durante os protestos populares de junho de 2013; segundo a representação, feita à Procuradoria Federal dos Direitos dos Cidadãos, o então comandante da PM, Ben-Hur Junqueira, autorizara mais de cem prisões ilegais.
Em 2014 o Instituto conseguiu que o Conselho Superior da Defensoria Pública do Estado de São Paulo adotasse nos concursos públicos para o preenchimento de seus cargos um sistema de cotas reservadas aos afro-descendentes.